# ارث‌باوند
ارث‌باوند (انگلیسی: EarthBound)، که در ژاپن با نام مادر ۲: گیگو نو گیاکوشو منتشر شد (ژاپنی: MOTHER2ギーグの逆襲 Mazā Tsū: Gīgu no Gyakushū)، یک بازی ویدئویی نقش‌آفرینی است که توسط شرکت ایپ و هالکن توسعه یافت و توسط نینتندو برای سوپر نینتندو انترتیمنت سیستم در سال ۱۹۹۴ منتشر شد. این بازی، دومین قسمت از مجموعه بازی‌های مادر است. تمرکز بازی بر روی پسربچه‌ای به نام نس و دوستانش پائولا، جف و پو است که در جهان سفر می‌کنند تا ملودی‌هایی را از هشت مکان جمع‌آوری کنند و به این وسیله بر نابودگر کیهانی، گیگاس، پیروز شوند.

## واژه‌نامه
1. ↑  Ness
2. ↑  Paula
3. ↑  Jeff
4. ↑  Poo
5. ↑  Giygas